# Brassó szomszédságai

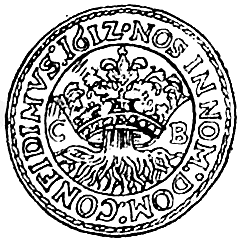
Brassó 17. századi pecsétje

A szomszédságok (Nachbarschaften) az erdélyi szászok sajátos önszerveződési formái voltak, melyek egészen a 19. század végéig meghatározták a szász közösségek életét és értékrendjét. Brassó lakossága a 19. század végén 42 szomszédságba tömörült.

## A szomszédság fogalma
A szászok településeiken 10–60 háztartásból álló, területileg meghatározott közösségeket alkottak, melyek fő funkciója a kölcsönös segítség és együttműködés volt: egymást segítették a napi munkákban, a házak építésében, az utcák és kutak tisztán tartásában, a közbiztonság megőrzésében, az esküvők és temetések szervezésében, a tűzvédelemben. A jogok, kötelességek, és társadalmi normák meghatározása mellett a szomszédságok hagyomány-, identitás-, és értékrend-őrző szerepet is betöltöttek.
A Nachbarschaft élén két szomszédságatya (Nachbarväter) állt, akik elosztották a feladatokat, megszervezték a munkákat, felügyelték a rendet, kapcsolatot tartottak az állami és egyházi vezetőkkel, és megvédték a közösség tagjait és hagyományait. A társaság életét szabályzatok kormányozták, melyek hűen tükrözték a szászok értékrendjét, és meghatározták a tagok jogait és kötelességeit.

## Brassó szomszédságai
Bár a szomszédság fogalma még a szászok Erdélyben való letelepedése előtti időkből származik, írott források csak a 16. századtól kezdődően tárgyalják. Brassó városában legelőször 1533-ban említenek ilyen intézményeket.
A szász Nachbarschaft-ok zártak és homogének voltak, és csak német származású, lutheránus vallású embereket fogadtak maguk közé. A 18. század végére, főleg osztrák utasításra, az etnikailag vegyes városrészekben más etnikumú és vallású személyeket is felvettek. Bolgárszeg városnegyedben 1824–1870 között tizenkét román nemzetiségű szomszédságatyát említenek.
A szomszédságok száma és ennek változása utal a város népességére, fejlődésére. A 19. század közepén a Kapu utcát is, a Bolgárszeget is három-három szomszédságra osztották. A 19. század végén a Kapu utcában már csak két, a Bolgárszegen viszont öt szomszédság működött.

### A 19. század végén
Egy 1888-as dokumentum a következő brassói szomszédságokat sorolja fel:
|     | Megnevezés                                  | Elhelyezkedés                                       | Városnegyed |
| --- | ------------------------------------------- | --------------------------------------------------- | ----------- |
| 1.  | Klostergässer Nachbarschaft                 | Kolostor utca (a jelenlegi Mureșenilor)             | Belváros    |
| 2.  | Roßmärkter Nachbarschaft                    | Lópiac (a jelenlegi George Barițiu)                 | Belváros    |
| 3.  | Heiligleichnamsgässer Nachbarschaft         | Szentlélek utca (a jelenlegi Poarta Șchei)          | Belváros    |
| 4.  | Fischmärkter Nachbarschaft                  | Halpiac (a jelenlegi Apollonia Hirscher)            | Belváros    |
| 5.  | Obere Neugässer Nachbarschaft               | Felső-új utca (a jelenlegi Cerbului)                | Belváros    |
| 6.  | Obere Schwarzgässer Nachbarschaft           | Fekete utca (a jelenlegi Nicolae Bălcescu)          | Belváros    |
| 7.  | Mittlere Schwarzgässer Nachbarschaft        | Fekete utca (a jelenlegi Nicolae Bălcescu)          | Belváros    |
| 8.  | Untere Schwarzgässer Nachbarschaft          | Fekete utca (a jelenlegi Nicolae Bălcescu)          | Belváros    |
| 9.  | 1ste Burggässer Nachbarschaft               | Vár utca (a jelenlegi Castelului)                   | Belváros    |
| 10. | 2te Burggässer Nachbarschaft                | Vár utca (a jelenlegi Castelului)                   | Belváros    |
| 11. | 3te Burggässer Nachbarschaft                | Vár utca (a jelenlegi Castelului)                   | Belváros    |
| 12. | 4te Burggässer Nachbarschaft                | Vár utca (a jelenlegi Castelului)                   | Belváros    |
| 13. | Obere Spitalsneugässer Nachbarschaft        | Kórház utca (a jelenlegi Postăvarului)              | Belváros    |
| 14. | Untere Spitalsneugässer Nachbarschaft       | Kórház utca (a jelenlegi Postăvarului)              | Belváros    |
| 15. | Obere Purzengässer Nachbarschaft            | Kapu utca (a jelenlegi Republicii)                  | Belváros    |
| 16. | Untere Purzengässer Nachbarschaft           | Kapu utca (a jelenlegi Republicii)                  | Belváros    |
| 17. | Nonnengässer Nachbarschaft                  | Apáca utca (a jelenlegi Michael Weiss)              | Belváros    |
| 18. | Johannesneugässer Nachbarschaft             | Szent János utca (a jelenlegi Sf. Ioan)             | Belváros    |
| 19. | Schützgässer Nachbarschaft                  | Warthe-domb környéke                                | Óbrassó     |
| 20. | 1ste Altstädter Klostergässer Nachbarschaft | Hosszú utca (a jelenlegi Lungă)                     | Óbrassó     |
| 21. | 2te Altstädter Klostergässer Nachbarschaft  | Hosszú utca (a jelenlegi Lungă)                     | Óbrassó     |
| 22. | 1ste Altstädter Langgässer Nachbarschaft    | Hosszú utca (a jelenlegi Lungă)                     | Óbrassó     |
| 23. | 2te Altstädter Langgässer Nachbarschaft     | Hosszú utca (a jelenlegi Lungă)                     | Óbrassó     |
| 24. | 3te Altstädter Langgässer Nachbarschaft     | Hosszú utca (a jelenlegi Lungă)                     | Óbrassó     |
| 25. | Obere Mittelgässer Nachbarschaft            | Közép utca (a jelenlegi De Mijloc)                  | Óbrassó     |
| 26. | Untere Mittelgässer Nachbarschaft           | Közép utca (a jelenlegi De Mijloc)                  | Óbrassó     |
| 27. | Obere Hintergässer Nachbarschaft            | Hátulsó utca (a jelenlegi Avram Iancu)              | Óbrassó     |
| 28. | Untere Hintergässer Nachbarschaft           | Hátulsó utca (a jelenlegi Avram Iancu)              | Óbrassó     |
| 29. | 1ste Obervorstädter Nachbarschaft           | Roamuri (a jelenlegi Unirii tér környéke)           | Bolgárszeg  |
| 30. | 2te Obervorstädter Nachbarschaft            | Cacova (a jelenlegi Piatra Mare utca környéke)      | Bolgárszeg  |
| 31. | 3te Obervorstädter Nachbarschaft            | Tocile (a jelenlegi Pe Tocile utca környéke)        | Bolgárszeg  |
| 32. | 4te Obervorstädter Nachbarschaft            | Coastă (a jelenlegi Curcanilor utca környéke)       | Bolgárszeg  |
| 33. | 5te Obervorstädter Nachbarschaft            | Năsipului (a jelenlegi Dealul Spirii utca környéke) | Bolgárszeg  |
| 34. | Sächsische Brunnegässer Nachbarschaft       | Kút utca (a jelenlegi 15 Noiembrie)                 | Bolonya     |
| 35. | Ungarische Brunnegässer Nachbarschaft       | Kút utca (a jelenlegi 15 Noiembrie)                 | Bolonya     |
| 36. | Schenkgässer Nachbarschaft                  | Vasút utca (a jelenlegi Iuliu Maniu)                | Bolonya     |
| 37. | Seichesgässer Nachbarschaft                 | Vasút utca (a jelenlegi Iuliu Maniu)                | Bolonya     |
| 38. | Galgweiher Nachbarschaft                    | Gácsmajor (a Malom-domb környéke)                   | Bolonya     |
| 39. | Burghälser Nachbarschaft                    | Mártonfalva (a jelenlegi Dobrogeanu Gherea)         | Bolonya     |
| 40. | Blumenauer Ziganie                          | A jelenlegi STAR áruház környéke                    | Bolonya     |
| 41. | Suburbiul Derste                            | Derestye                                            | Derestye    |
| 42. | Unter Tömös                                 | Alsótömös                                           | Derestye    |